# Тимчук Айна Леонідівна
Айна Леонідівна Тимчук (нар. 21 листопада 1973, Дніпропетровськ, тепер Дніпро) — український чиновник, колишня голова Харківської обласної державної адміністрації з 27 листопада 2020 року до 11 серпня 2021 року.

## Життєпис
У вересні 1990 — липні 1995 року — студентка Дніпропетровського університету, спеціальність «Управління трудовими ресурсами», кваліфікація «Економіст».
У жовтні 1995 — січні 1996 року — інспектор з економіки та кадрових питань‚ помічник директора з економічних та кадрових питань орендного підприємства «Одяг» міста Дніпропетровськ.
У лютому — серпні 1997 року — інструктор-спеціаліст ІІ категорії відділу з питань громадсько-політичної роботи управління громадських зв'язків виконавчого комітету Дніпропетровської міської ради.
У серпні — жовтні 1997 року — головний бухгалтер — головний спеціаліст управління політики виконавчого комітету Дніпропетровської міської ради.
У жовтні 1997 — жовтні 2000 року — інженер-спеціаліст І категорії управління платних послуг та побутового обслуговування населення виконавчого комітету Дніпропетровської міської ради.
У жовтні 2000 — жовтні 2002 року — заступник керівника апарату Дніпропетровської обласної державної адміністрації.
У жовтні 2002 — серпні 2003 року — заступник голови — керівник апарату Дніпропетровської обласної державної адміністрації.
У серпні 2003 — лютому 2004 року — заступник голови Дніпропетровської обласної ради по виконавчому апарату.
У 2004 році закінчила Дніпропетровський регіональний інститут державного управління Національної академії державного управління при Президентові України за спеціальністю «Державне управління», кваліфікація «Магістр державного управління».
У лютому 2004 — жовтні 2005 року — заступник голови Дніпропетровської обласної ради по виконавчому апарату — завідувач відділу з питань розвитку місцевого самоврядування та роботи з депутатами. У жовтні 2005 — березні 2006 року — заступни голови Дніпропетровської обласної ради по виконавчому апарату — завідувач відділу з питань розвитку місцевого самоврядування. У березні — серпні 2006 року — заступник голови Дніпропетровської обласної ради по виконавчому апарату — начальник відділу з питань розвитку місцевого самоврядування.
У серпні 2006 — листопаді 2007 року — керівник апарату Дніпропетровської обласної державної адміністрації.
У листопаді 2007 — квітні 2010 року — заступник голови — керівник апарату Дніпропетровської обласної державної адміністрації.
У серпні — листопаді 2010 року — радник Харківського міського голови з організаційних питань.
У листопаді 2010 — березні 2014 року — заступник Харківського міського голови — керуюча справами виконавчого комітету Харківської міської ради.
У березні 2014 — квітні 2015 року — заступник керівника апарату Дніпропетровської обласної державної адміністрації.
У квітні 2015 — січні 2018 року — заступник голови — керівник апарату Дніпропетровської обласної державної адміністрації.
У січні 2018 — листопаді 2020 року — керівник апарату Дніпропетровської обласної державної адміністрації.
27 листопада 2020 року була призначена головою Харківської обласної державної адміністрації. Станом на квітень 2021 року повністю позбулася в своїй команді від людей, яких призначав попередній голова Харківської ОДА Олексій Кучер — заступників Голови Харківської ОДА Тетяни Єгорової-Луценко. Звільнена нею у квітні 2021 року з посади першої заступниці голови Харківської ОДА Тетяна Єгорова-Луценко в коментарі для преси зазначила, що у неї з Айною Тимчук були відсутні спільні погляди «на критичні питання Харківщини», серед яких питання, пов'язані із забезпеченням COVID-лікарень і долею промислових об'єктів Харкова.
11 серпня 2021 року її було звільнено з посади після погодження Кабінетом Міністрів України згідно із поданою нею заявою. Її строк перебування на цій посаді став другим за короткотривалістю в історії Харківської області. Вона поступилась лише Степанові Масельському, який був головою ОДА у кінці 2004 — лютому 2005 року. Як зазначив в коментарі для ЗМІ заступник голови Харківської ОВА Роман Семенуха, про причини звільнення Айни Тимчук невідомо, а Харківська область за рівнем виконання KPI на цьому тижні посідала п'яте місце. 13 серпня 2021 року вона припинила свої повноваження на посаді голови Харківської ОДА. Разом з Айною Тимчук з патронатної служби Харківської ОВА пішли її начальниця, п'ятеро радників та звільнено 21 позаштатний радник. Тимчасовим керівником Харківської обласної державної адміністрації було призначено Олександра Скакуна.

## Розслідування
Як виявило слідство, 2015 року Тимчук оформила довіреність на себе та колишнього чоловіка Андрія Тимчука на громадянку РФ Людмилу Доброскок, що мала представляти їхні інтереси в органах тимчасової окупаційної влади Криму. Вона вела бізнес на окупованих територіях і планувала продати свій готель «Асторія» в Криму. У липні 2021 року Український національний союз разом із представниками інших патріотичних організацій звинуватили Тимчук у корупції та зв'язках з колаборантами і провели низку масових акцій протесту проти її призначення в Харкові. Після цього Айна Тимчук була змушена піти зі своєї посади.

## Нагороди та відзнаки
- орден княгині Ольги ІІІ ступеня (2019)[19];
- почесне звання «Заслужений економіст України» (2008);
- III ранг державного службовця (2019).

## Особисте життя
Станом на 2010 рік була одружена із Сергієм Риженком і мала прізвище Риженко. Згодом вона розійшлася з чоловіком і вийшла заміж за Андрія Тимчука.
Має двох дочок. Старша з них — Любов Гордієнко за фахом юристка.